# Liève
Une liève est un document sur lequel sont inscrits des extraits d'un livre terrier d'une seigneurie et servant de mémoire au seigneur ou à son receveur, pour faire payer les cens, rentes et autres droits seigneuriaux. On trouve parfois l'expression : «  liève terrière », ou les dénominations de cueilloir ou cueilleret .

## Description
Elle comporte une série d'articles mentionnant les noms des tenanciers, la description sommaire des fonds et terres, la nature et le montant des cens, redevances ou autres droits seigneuriaux dont ils sont chargés .
Ce document n'est pas revêtu de la forme authentique mais est un instrument de travail pour le receveur des redevances seigneuriales, sur lequel étaient ajoutés en marge, au fil du temps, les mutations intervenues, et, en face des noms, les sommes versées, et les arrérages. Il était l'œuvre généralement de praticiens tels que notaires ou feudistes. Il était dressé parfois par le régisseur du seigneur. Rapidement surchargé et illisible, on devait le changer environ tous les cinq ans, les terriers eux-mêmes ne pouvant être refaits que tous les trente ou quarante ans environ.
La liève, extrait de terrier, servait à consigner l'assiette des droits seigneuriaux et à préciser le mode de recouvrement.
Document non authentique, "cependant les lieves anciennes & faites dans un tems non suspect, servent quelquefois de preuves pour faire de nouveaux terriers quand des titres ont été perdus par guerre ou par incendie, comme il est porté dans l’édit de Melun en faveur des ecclésiastiques" .
C'était en tous cas un outil indispensable à la bonne tenue de la gestion d'une seigneurie. Cet ensemble de droits et d'usages disparut à la Révolution lors de la suppression des droits féodaux et seigneuriaux.